# Анджеєво (Сувальський повіт)
Анджеєво (пол. Andrzejewo) — село в Польщі, у гміні Шиплішки Сувальського повіту Підляського воєводства.
Населення — 57 осіб (2011).
У 1975—1998 роках село належало до Сувальського воєводства.

## Демографія
Демографічна структура станом на 31 березня 2011 року:
|          | Загалом | Допрацездатний вік | Працездатний вік | Постпрацездатний вік |
| -------- | ------- | ------------------ | ---------------- | -------------------- |
| Чоловіки | 31      | 5                  | 23               | 3                    |
| Жінки    | 26      | 4                  | 11               | 11                   |
| Разом    | 57      | 9                  | 34               | 14                   |